# 理查德·D·克拉克
小理查德·道格拉斯·克拉克，（英語：Richard Douglas Clarke Jr.，1962年7月23日—），美国陆军上将退役，曾任美国特种作战司令部司令，之前担任联合参谋部战略规划与政策部长，于2019年3月29日任特种作战司令部司令。

## 军事生涯
克拉克出生在一个陆军家庭，在德国出生，1984年毕业于西点军校，并在本尼迪克特学院获得了工商管理硕士，在国家战争学院获得了安全战略研究硕士.
克拉克在空降兵、游骑兵、机步兵、轻步兵等5个师担任过领导职务，还曾在独立部队第173空降旅和第75游骑兵团任职，在欧洲、伊拉克和阿富汗等地服役。西点毕业后初任，克拉克在第3装甲师48团1营，担任排长、营人事参谋，还曾担任副师长秘书，还曾在第101空降师502团2营担任连长和侦察分队长，在第173空降旅担任主任参谋和副旅长。克拉克在 第75游骑兵团服役超过6年，曾担任团侦察分队长、训练参谋，1994至1996年担任3营B连连长，2004至2006年担任1营营长，2007至2009年担任团长。2002至2004年，克拉克在第82空降师504空降团3营担任营长；2009至2011年，克拉克在联合特种作战司令部担任作战部长，服务时任司令威廉·麦克雷文海军上将；2011至2013年，克拉克在第10山地师担任分管作战的副师长，并晋升为准将，时任师长即现任美国陆军参谋长马克·米莱上将，服务的第二位师长即现任美国陆军训练与条令司令部司令斯蒂芬·汤森德上将；2013至2014年，克拉克回到母校西点，担任学员大队长；2014至2016年，克拉克在前往布拉格堡，担任第82空降师师长；2016克拉克在联合参谋部，担任战略规划与政策副部长，2017年8月晋升中将，担任部长，晋升后不久，克拉克曾陪同参谋长联席会议主席约瑟夫·邓福德上将访华。2018年8月15日，特朗普向国会提名晋升克拉克为上将，12月4日举行了参谋院举行了听证会，22日参议院正式通过了提名，2019年3月19日，克拉克晋升上将，接替雷蒙德·托马斯三世担任美国特种作战司令部司令。